# Jacques Chessex
Jacques Chessex (Payerne, Vaud 1934 - Yverdon-les-Bains 2009), novel·lista, poeta, editor i pintor suís, escriptor en francès. Premi Goncourt de novel·la l'any 1973, per l'Ogre i de poesia l'any 2004.

## Biografia
Jacques Chessex va néixer l'1 de març de 1934 a Payerne, al País de Vaud, a una família de professors, al costat del seu pare, i de la seva mare d'ascendència industrial i comercial des del peu del Jura. Aquest origen calvinista marca el to d'una obra seriosa, inspirada en la precarietat de l'ésser.
Fins als setze anys, Jacques Chessex va assistir al Col·legi Clàssic de Lausana, on va tenir al novel·lista Jacques Mercanton com a mestrede francès. Va fer el batxillerat a Saint-Michel, a Fribourg.
Llicenciat en arts a la Universitat de Lausana el 1962. Va fer de professor de francès al Gymnase de la Cité.
Jacques Chessex va morir el 9 d'octubre de 2009, d'un atac de cor durant un debat públic a la biblioteca de Yverdon-les-Bains (Vaud), durant un debat dedicat al seu treball al voltant d'un espectacle teatral. Tenia 75 anys.

### Premis i honors[3]
- 1963: Premi Schiller
- 1972: Premi Alpes-Jura
- 1973: Premi Goncourt de novel·la
- 1984: Comandant de l'Orde de les Arts i les Lletres de França
- 1992: Premi Mallarmé
- 1996: Membre del jurat del Premi Médicis
- 1999: Grand Prix de la langue française per tota la seva obra i el Gran Premi de divulgació de l'Académie Française
- 2002: Cavaller de la Legio d'Honor
- 2004: Premi Goncourt de poesia
- 2007: Gran Premi Jean - Giono
- 2010: Premi Sade

### Carrera literària
Des de ben jove va escriure poesia marcada amb l'empremta de Gustave Roud. Els seus poemes deixen endevinar les línies mestres de la seva obra futura: la intuïció de la precarietat de l'ésser, l'erotisme, Déu i l'obsessió pel secret i la mort.
El 1954 va publicar la seva primera col·lecció, Le Jour near, seguida aviat per tres altres volums, Spring Song, A Voice at Night i Battles in the Air. En aquests anys de formació intervé el suïcidi del seu pare, una tragèdia que Jacques Chessex sent com el tall decisiu de la seva vida. Aquesta mort absurda representa per a ell una ferida que no s'ha curat mai; crea un buit que l'escriptor intenta omplir amb l'escriptura.
Les novel·les de Chessex han estat traduïdes a quinze idiomes.

### Activitat com a editor
El 1953, Jacques Chessex va fundar la revista "Pays du Lac" amb Jean Pache. Uns anys després, nascuda de la necessitat de compartir textos i llibres que sorprenguin, canvien o influeixen en els seus lectors, neix la col·lecció La Merveilleuse,creada amb Vladimir Dimitrijevic que acaba d'obrir la seva editorial L'Age d ‘Home.